# Калисто (кечист)
Вижте пояснителната страница за други личности с името Калисто.
Емануел Алехандро Родригез (роден на 14 ноември 1986) е мексико-американски професионален кечист, настоящо подписал с WWE под сценичното име Калисто. Той е настоящият Шампион на Съединените щати за втори път.
През 2006, Родригез направи своя дебют в кеча в Средно Западните независими компании, биейки се с маска и сценичното име Самурай дел Сол (на испански за „Самурай на слънцето“). След като отбеляза себе си като един от най-добрите високо издигащи, той започна да работи за по-големи компании шез 2011 и подписа с Dragon Gate USA през 2012. Същата година, то направи дебюта си в мексиканската федерация Asistencia Asesoría y Administración (AAA), където, през ноември се обнови като Остагон, младши, сюжетното протеже на добре познатия лучадор Октагон. Той също е работил за Combat Zone Wrestling (CZW), Independent Wrestling Association Mid-South (IWA-MS), Националният съюз по кеч (NWA), и Pro Wrestling Guerrilla (PWG).
През май 2013, подписа с WWE и се отправи към развиващата се марка NXT, където се прекръсти на Калисто. През септември 2014, Калисто и Син Кара като „Луча Драконите“, спечелиха Отборните титли на NXT. През февруари 2015, Калисто започна в главния състав на WWE. През януари 2016, той спечели първата си индивидуална титла в WWE, Титлата на Съединените щати.

## В кеча
- Финални ходове
  - Като Калисто
    - Salida del Sol[4][15] (Standing sitout shiranui)[16][17][18][19]

  - Като Самурай дел Сол
    - Del Sol Driver (Bridging package fallaway powerbomb)[12][20]
    - Rising Sun (Springboard reverse frankensteiner)[21][22][23][24]
- Ключови ходове
  - As Samuray del Sol
    - Handstand headscissors takedown[25][23][26][27]
    - Hara-Kiri (Standing shiranui)[11][23]
    - Hurricanrana,[28][25] понякога докато прави springboarding[29][30]
    - Leg trap sunset flip powerbomb[22][30][31][32]
    - Samuray Kick (Superkick)[11]
    - Suicide dive[29][21][33][34]
- Прякори
  - „Краля на полета“[4]
  - „Най-пъргавия боец на ринга“[11]/"El Guerrero Más Ágil en el Ring"[35]
- Входни песни
  - „Lucha Lucha“ на CFO$[36] (NXT/WWE; от 11 септември 2014 г.) (използвана докато е в отбор с Син Кара)

## Шампионски титли и отличия
- Gladiadores Aztecas de Lucha Libre Internacional
  - Шампион на GALLI (1 път)[10]
- Pro Wrestling Illustrated
  - PWI го класира като #106 от топ 500 индивидуални кечисти на PWI 500 през 2013[37]
- WWE
  - Шампион на Съединените щати на WWE (2 пъти)[38][39]
  - Слами за шокиращ момент (2015)[40]
- WWE NXT
  - Отборен шампион на NXT (1 път) – със Син Кара[41]
  - Турнир за главен претендент за отборните титли на NXT (2014) – със Син Кара[42]
- Други отличия
  - Купа в памет на Джеф Патерсън (2012)[43]
  - Турнир Краля на полета (2013)[44]